# Sites des Jeux olympiques et paralympiques d'hiver de 2022
Cinq sports de glace auront leurs sites de compétition dans la zone de Pékin, et la plupart de ces sites seront d'anciennes installations des Jeux olympiques de 2008. 
Les compétitions de luge, bobsleigh et ski alpin se tiendront sur la montagne Xiaohaituo au nord-ouest de Pékin, à 90 km du centre de la ville. 
Tous les autres sports de neige se tiendront dans la région de Taizicheng dans le Xian de Chongli, près de Zhangjiakou, à 220 km de Pékin et 130 km de la zone de montagne de Xiaohaituo.

## Cartes

Emplacement des trois zones olympiques.

| \| Stade national Palais omnisports de la capitale Palais omnisports de Wukesong Palais national omnisports Centre national de natation Anneau national de patinage de vitesse \| Six des sept sites olympiques de la Zone de Pékin. |
| Stade national Palais omnisports de la capitale Palais omnisports de Wukesong Palais national omnisports Centre national de natation Anneau national de patinage de vitesse                                                          |

| Stade national Palais omnisports de la capitale Palais omnisports de Wukesong Palais national omnisports Centre national de natation Anneau national de patinage de vitesse |

## Zone de Pékin
- Stade national – cérémonies d'ouverture et de clôture
- Palais omnisports de la capitale – patinage artistique, short track
- Centre sportif de Wukesong – patinoire principale de hockey sur glace
- Palais national omnisports – seconde patinoire de hockey sur glace
- Centre national de natation – curling
- Anneau national de patinage de vitesse – patinage de vitesse
- Big Air Shougang - snowboard et freestyle

## Zone de Yanqing -Grand Zhuangke de l'Ouest(zh)
- Centre national de ski alpin – ski alpin
- Centre national des sports de glisse – bobsleigh, luge et skeleton

## Zone de Zhangjiakou -Taizicheng
- Centre de ski nordique et de biathlon de Guyangshu
  - Centre de biathlon – biathlon
  - Centre de ski de fond – ski de fond, combiné nordique
  - Ruyi des neiges (centre national de saut à ski) – saut à ski, combiné nordique
- Parc de neige de Genting – snowboard, ski acrobatique